# Juegos Panamericanos de 1967
Los V Juegos Panamericanos se realizaron en Winnipeg, Canadá entre el 23 de julio y 6 de agosto de 1967.

## Selección de la ciudad anfitriona
La ciudad de Winnipeg, Manitoba, Canadá fue escogida como sede de los quintos Juegos Panamericanos en su segundo intento. Su primer intento lo perdió frente a Chicago cuando esta ciudad remplazó a Cleveland como sede de los cuartos juegos panamericanos. Perdió frente a São Paulo, Brasil la sede para 1963. En 1967 la Sociedad Panamericana volvió sus ojos a Winnipeg en 1967 y la nombró sede durante los juegos de São Paulo.

## Medallero
País anfitrión sombreado.
| Núm.  | País                                 | Oro | Plata | Bronce | Total |
| ----- | ------------------------------------ | --- | ----- | ------ | ----- |
| 1     | Estados Unidos                       | 128 | 69    | 47     | 244   |
| 2     | Canadá                               | 17  | 39    | 50     | 106   |
| 3     | Brasil                               | 11  | 10    | 5      | 26    |
| 4     | Argentina                            | 8   | 14    | 12     | 34    |
| 5     | México                               | 7   | 16    | 25     | 48    |
| 6     | Cuba                                 | 7   | 16    | 24     | 47    |
| 7     | Trinidad y Tobago                    | 2   | 2     | 3      | 7     |
| 8     | Venezuela                            | 1   | 4     | 6      | 11    |
| 9     | Colombia                             | 1   | 2     | 5      | 8     |
| 10    | Puerto Rico                          | 1   | 2     | 3      | 6     |
| 11    | Chile                                | 1   | 1     | 3      | 5     |
| 12    | Perú                                 | 0   | 2     | 1      | 3     |
| 13    | Uruguay                              | 0   | 1     | 4      | 5     |
| 14    | Bermudas                             | 0   | 1     | 1      | 2     |
| 15    | Ecuador                              | 0   | 1     | 0      | 1     |
| 15    | Barbados                             | 0   | 1     | 0      | 1     |
| 17    | Jamaica                              | 0   | 0     | 3      | 3     |
| 18    | Panamá                               | 0   | 0     | 2      | 2     |
| 19    | Antillas Neerlandesas                | 0   | 0     | 1      | 1     |
| 19    | Guyana                               | 0   | 0     | 1      | 1     |
| 19    | Islas Vírgenes de los Estados Unidos | 0   | 0     | 1      | 1     |
| Total | Total                                | 184 | 181   | 197    | 562   |